# Agathia
Agathia is een geslacht van vlinders van de familie spanners (Geometridae), uit de onderfamilie Geometrinae.

## Soorten
- A. abacta Prout, 1935
- A. affluens Prout, 1937
- A. albicurvatura Prout, 1916
- A. angustilimes Prout, 1926
- A. arcuata Moore, 1867
- A. asterias Meyrick, 1888
- A. beata Butler, 1880
- A. carissima Butler, 1878
- A. cistifera Walker, 1861
- A. codina Swinhoe, 1892
- A. confuscata Warren, 1897
- A. conjunctiva Warren, 1903
- A. conviridaria Hübner, 1823
- A. curvifiniens Prout, 1917
- A. dimota Prout, 1911
- A. diplochorda Prout, 1916
- A. distributa Lucas, 1891
- A. diversiformis Warren, 1894
- A. elenaria Swinhoe, 1904
- A. eromena Prout, 1916
- A. exquisita Warren, 1899
- A. furtiva Prout, 1916
- A. gemma Swinhoe, 1892
- A. gigantea Butler, 1880
- A. hemithearia Guenée, 1857
- A. hilarata Guenée, 1858
- A. ichnospora Prout, 1934
- A. incudaria Joannis, 1929
- A. ithearia Swinhoe, 1905
- A. klossi Prout, 1916
- A. kuhni Warren, 1898
- A. lactata Herbulot, 1977
- A. laetata Fabricius, 1794
- A. laqueifera Prout, 1912

- A. lycaenaria Kollar, 1844
- A. lycaenidia Bastelberger, 1911
- A. maculimargo Prout, 1912
- A. magnifica Moore, 1879
- A. magnificentia Inoue, 1978
- A. malgassa Herbulot, 1979
- A. multiscripta Warren, 1898
- A. obnubilata Warren, 1903
- A. obsoleta Warren, 1897
- A. pauper Warren, 1904
- A. prasinaspis Meyrick, 1889
- A. punctata Warren, 1899
- A. quinaria Moore, 1867
- A. rubrilineata Warren, 1896
- A. sinuifascia Prout, 1927
- A. siren Prout, 1932
- A. solaria Swinhoe, 1905
- A. subcarnea Warren, 1896
- A. succedanea Warren, 1897
- A. tetraplochorda Prout
- A. vicina Bastelberger, 1911
- A. visenda Butler, 1880